# 稲垣長守
稲垣 長守（いながき ながもり、明和4年（1767年） - 天明4年5月17日（1784年7月4日））は、志摩国鳥羽藩の世嗣。鳥羽藩第2代藩主・稲垣昭央の次男。官位は従五位下、信濃守。
兄で3代藩主の稲垣長以に子がなかったため、その養子となる。天明3年（1783年）徳川家斉に拝謁し叙任したが、翌天明4年（1784年）に18歳で早世した。代わって、越後国高田藩から稲垣長続が養子に迎えられた。